# عبد الرحمن قندوزي
مولوي عبد الرحمن مسلم المعروف أيضًا باسم عبد الرحمن قُندوزي هو سياسي من طالبان الأفغانية وحاكم ولاية سمنكان حتى 20 أكتوبر 2023. سُجن في أكتوبر 2012، بعد خروجه من السجن، قاد الاستيلاء على سمنكان في صيف عام 2021. ثم أصبح حاكمًا لولاية هلمند في 30 أكتوبر 2023، خلفًا لعبد الأحد طالب. 